# Jim Mortimore
Jim Mortimore es un escritor de ciencia ficción británico, que ha escrito varias novelas derivadas de series de televisión populares, principalmente Doctor Who, pero también Farscape y Babylon 5 .
Cuando BBC Books canceló su novela Campaign de Doctor Who, la publicó de forma independiente y donó las ganancias a una organización benéfica (La Asociación de Síndrome de Down del Área de Bristol). También es el autor del audiodrama de Big Finish Doctor Who The Natural History of Fear y el audiodrama de Tomorrow People, Plague of Dreams. También ha hecho música para otras producciones de Big Finish.
Publicó su primera novela original en 2011, Skaldenland .

## Novelas de Doctor Who
- Lucifer Rising (1993) (con Andy Lane)
- Blood Heat (1993)
- Parasite (1994)
- Eternity Weeps (1997)
- The Sword of Forever (1998) (una novela de Bernice Summerfield)
- Eye of Heaven (1998)
- Beltempest (1998)
- Campaign (2000) (publicada extraoficialmente)

## Novelas de cracker
- The Mad Woman in the Attic (1994)
- Men Should Weep (1995)
- Brotherly Love (1996)

## Otras novelas
- Space Truckers (1996)
- Babylon 5: Clark's Law (1996, ISBN 0-440-22229-X)
- Farscape: Dark Side of the Sun (2000) – under pseudonym of Andrew Dymond
- Skaldenland (2011, Obverse Books)